# Храмцов, Сергей Борисович
Сергей Борисович Храмцов (род. 27 марта 1962) — советский и российский хоккеист, вратарь. Мастер спорта России международного класса. Тренер.

## Биография
Воспитанник усть-каменогорского хоккея, тренер Валерий Польшаков. Бронзовый призер молодёжного чемпионата СССР 1981 года в составе минской «Юности». В первенстве СССР дебютировал в сезоне 1981/82 второй лиги за «Авангард» Омск. С сезона 1983/84 — в команде первой лиги «Торпедо» Усть-Каменогорск. В сезоне 1985/86 вернулся в «Авангард», с которым в 1988 году вышел в первую лигу, а в 1991 — в высшую. Играл за клуб IHL «Цинциннати Сайклонс» (3 матча, 1992/93) и в ECHL за фарм-клуб «Коламбус Чилл» (1992/93 — 1993/94). Завершал карьеру в «Авангарде» (1993/94 — 1996/97).
Рекордсменом «Авангарда» среди вратарей по количеству встреч — 505 матчей.
Бронзовый призер чемпионата России (1996). Обладатель Кубка европейских чемпионов 1996 года в составе «Лады».
Окончил Усть-каменогорский педагогический институт (1985).
Тренер «Авангарда» (1997/98 — 1999/00, 2007/08 — 2009/10), тренер по вратарям в ДЮСШ «Авангард» (2000/01), тренер «Мостовика» Курган (2001/02), тренер «Сибири» Новосибирск (2002/03 — 2005/06). Тренер вратарей «Авангарда» (2006/07), тренер «Авангарда-2» (2007/08). Тренер вратарей в «Омских ястебах» (2017/18), «Югре» (2018/19), академии «Спартак» Москва (с 2019), петербургских «Динамо-Юниор» (2021/22), МХК «Динамо» (с 2023/24).
Сын Денис (род. 1994) в 2010-х годах играл на молодёжном уровне, провёл два матча за венгерский «Дебрецен» в МОЛ-Лиге 2015/16.